# 猛禽小隊：小丑女大解放
，或稱為《哈莉·奎茵：猛禽小隊》，簡稱為《猛禽小隊》，是一部於2020年上映的美國超級英雄電影，改編自DC漫畫旗下的同名漫畫系列《猛禽小隊》和同名角色哈莉·奎茵，由華納兄弟發行。本片是以2016年電影《自殺突擊隊》中的女主角哈莉·奎茵為主線的一部衍生作品，同時是DC擴展宇宙的第八部電影作品。本片由閻羽茜執導，克莉絲汀·哈德森執筆編劇，並由瑪格·羅比、瑪麗·伊莉莎白·文斯蒂德、朱妮·絲莫利特-貝爾、蘿西·培瑞茲、克里斯·梅希納、艾拉·傑伊·巴斯科、黃艾麗和伊旺·麥奎格主演。劇情設定在《自殺突擊隊》的事件後，哈莉·奎茵與黑金絲雀、女獵手和蕾妮·蒙托亞聯手，從高譚市的犯罪首領黑面具的手中拯救少女卡珊德拉·該隱。
瑪格·羅比回歸領銜出演哈莉·奎茵，同時擔任本片的監製，她於2015年向華納兄弟影業的高層提出了對本片的故事內容的設想。2016年5月，在《自殺突擊隊》上映前，華納兄弟宣佈開發本片。11月，克莉絲汀·哈德森簽約為電影撰寫劇本；2018年4月，閻羽茜確認執導本片。2019年1月，本片的主體拍攝於洛杉磯、亞特蘭大和喬治亞州薩凡納開機，4月中旬殺青。本片是DC擴展宇宙的首部限制級電影。
《猛禽小隊：小丑女大解放》2020年2月7日在美國上映。

## 劇情
哈莉·奎茵加入自殺突擊隊並拯救世界後，某天突然被小丑棄之門外，在高譚市流落街頭的她幸運地找到一間台灣餐廳二樓的公寓房間入住。失意又失戀的她只能獨自振作，飼養一隻斑鬣狗並替牠取名為「布魯斯」和參與附近的輪滑阻攔賽，剩下的時間則前往由黑幫首領羅曼·賽恩尼斯經營的一家夜店買醉。醉酒的哈莉無意間將她與小丑分手的事情向別人說出，導致她差點被兩名人販子綁架，直到店裡的高音歌手黛娜·蘭斯以高超的格鬥技巧救下她。在二樓看到此景的羅曼賞識黛娜的實力，便讓黛娜升官當她的新司機；前任司機因為在夜店嘲笑哈莉而被她踩斷腿。
隔天晚上，哈莉受不了被周圍的人指指點點，靠炸毀艾斯化工廠來向所有高譚市的巿民宣佈她跟小丑分手，但同時導致哈莉的大部分仇人得知她已經毫無靠山，於是開始一個個找上門。同時，高譚市警察局的女警探蕾妮·蒙托亞正在不遠處調查一宗黑幫刺殺案，發現行兇者是在高譚市連續殺害黑幫老闆的神秘「十字弓殺手」。當化工廠被炸後，蕾妮只能放下案件去追趕炸毀工廠的哈莉，但哈莉最後逃之夭夭，使她仍然在眾警察同事面前抬不起頭。蕾妮近年來一直持續追捕作惡多端的羅曼，她原本希望如今為羅曼當司機的黛娜能做她的線人，但黛娜基於母親協助過警察卻慘死街頭的陰影而回絕她。
羅曼指派心腹維克多·薩斯與黛娜去拿一顆他“夢寐以求”的鑽石，該鑽石內部嵌入著多年前遭滅門的柏帝內黑幫家族龐大遺產的賬戶號碼。但他們剛拿到鑽石不久，與黛娜同居一棟公寓的年輕扒手卡珊德拉·該隱從薩斯的口袋裡偷走鑽石，她隨後不幸被警察逮捕回警局，期間將鑽石吞進肚子。一天下來受人追殺的哈莉最終落入羅曼之手，而哈莉情急之下與羅曼做交易，自己會為他帶回鑽石。羅曼表面上同意，但私底下對卡珊德拉放出五十萬懸賞來增添競爭對手。哈莉拿一把裝煙火彈藥的榴彈發射器攻入警局找到卡珊德拉，但由於受一大群競爭懸賞的殺手阻攔，只能將她安全帶離警局。
哈莉得知鑽石已被卡珊德拉吞掉，只能帶她躲回自己的公寓等待鑽石排出，兩人在公寓相處的一天下來開始產生情誼。在一樓，十字弓殺手本人前來向餐廳店主索要情報，同時揭示她身為海蓮娜·柏帝內，幼時目睹家人被屠殺後一直接受艱苦訓練、化名「女獵手」為家人報仇，所殺的人都是參與滅門的主兇，如今目標只剩最後一人。當晚，哈莉的公寓突然被炸，布魯斯在爆炸中消失，逃出去的哈莉卻得知是店主選擇為錢出賣她。走投無路的哈莉聯繫羅曼在廢棄遊樂園交易卡珊德拉換取他的保護，該處為小丑的舊藏身處。黛娜希望能保護卡珊德拉而向羅曼提出陪薩斯前去，同時秘密聯繫當時已被停職的蕾妮先去。薩斯靠黛娜的手機簡訊得知她是內奸，便將事情通報給羅曼，導致多年來受盡身邊人出賣的羅曼勃然大怒，戴上一副儀式用的黑色面具，成為人人畏懼的「黑面具」。
在遊樂園，哈莉、蕾妮、黛娜和薩斯開始為爭奪卡珊德拉而發生激烈混戰，海蓮娜及時現身將薩斯一箭射殺，其身為她的最後目標。眾人同時發現羅曼已召集周邊所有黑幫集結在外準備圍攻，迫使哈莉一行人只能放下恩怨、拿上武器箱裡的大量近身類武器來合作突圍。經過共同攜手奮戰之下，哈莉一行人成功殺死大量黑幫，但羅曼的軍隊仍埋伏在外、趁機抓走卡珊德拉。在彈盡的情況下，黛娜被迫展現自己的超能力，靠一聲吼叫出強大超聲波擊退所有敵人。哈莉換輪滑鞋緊追開車逃亡的羅曼，最終使他發生車禍、棄車帶著卡珊德拉逃至創始者碼頭。在羅曼拿刀抵住卡珊德拉喉嚨時，哈莉對她為先前的出賣表示歉意，而卡珊德拉透漏自己從哈莉武器箱中偷拿過一顆手榴彈，在拉掉保險環後偷放在羅曼身上。哈莉趁機將驚慌失措的羅曼扔進海裡，使他被當場炸的四分五裂。
經此一戰，一行人成功瓦解羅曼的黑幫帝國，蕾妮直接辭職以無需再面對上司強壓。靠鑽石裡的賬戶號碼，海蓮娜成功奪回其家產，將其用於打擊犯罪使命上，她陪黛娜和蕾妮組成義警三人組「猛禽小隊」。離隊的哈莉收留卡珊德拉為徒，兩人收拾全部家當，找回布魯斯後將鑽石典當，決定白手起家做起她們自己的殺手生意。

## 演員
| 演員                                           | 角色                                                       | 備註 |
| 瑪格·羅比 Margot Robbie                        | 哈琳·奎澤／哈莉·奎茵 Dr. Harleen Quinzel / Harley Quinn    | 一名前阿卡漢精神病院的精神科醫生，亦是一名內心瘋癲的超級罪犯，曾經是自殺突擊隊的成員，如今跟小丑結束戀情後獨自在高譚市打拼並做起僱傭兵的生意。 |
| 瑪麗·伊莉莎白·文斯蒂德 Mary Elizabeth Winstead | 海蓮娜·柏帝內／女獵手 Helena Bertinelli / Huntress         | 柏帝內黑幫家族首領的女兒，年幼時目睹家族慘遭殺害，成為唯一倖存者的她成長為一名內心難以琢磨的暴力私刑者，又稱為「十字弓殺手」（The Crossbow Killer）。             |
| 朱妮·絲莫利特-貝爾 Jurnee Smollett-Bell        | 黛娜·蘿瑞·蘭斯／黑金絲雀 Dinah Laurel Lance / Black Canary | 一位善良且堅強的夜店歌手，亦是一名技能嫻熟的格鬥家，歌聲動人且十分刺耳，源於她擁有超人類的能力，能夠喊出破壞力強大的超聲波。                   |
| 蘿西·培瑞茲 Rosie Perez                        | 蕾妮·蒙托亞 Renee Montoya                                  | 高譚市警察局的警探，公開出櫃的女同性戀者，有很強的正義感卻始終不受同仁重視，功勞也被上司搶光，使她不擇手段想扳倒羅曼。                         |
| 克里斯·梅希納 Chris Messina                    | 維克多·薩斯 Victor Zsasz                                   | 羅曼的心腹大將，一名乖戾殘暴的連環殺手，對羅曼極為忠誠，每當殺死一個人則會在自己身上刻下標記作紀念。                                           |
| 艾拉·傑伊·巴斯科 Ella Jay Basco                | 卡珊德拉·該隱 Cassandra Cain                               | 一位手腳輕快的扒手，孤兒出身還被養父母當成空氣，只能在高譚市靠偷竊為生，無意間偷走黑面具的鑽石而受到性命威脅。                                 |
| 伊旺·麥奎格 Ewan McGregor                      | 羅曼·賽恩尼斯／黑面具 Roman Sionis / Black Mask            | 高譚市當前勢力最大的黑幫首領，極度兇殘、自戀的虐待狂，被家人趕出家族企業後企圖證明自己，出征時會戴上黑色面具。                                 |

其他演員包括黃阿麗飾演地方檢察官艾蓮·余（Ellen Yee），身為蕾妮的前女友。戴納·李（Dana Lee）飾演博士（Doc），收留哈莉的台灣餐廳老闆。弗朗索瓦·周飾演喬先生（Mr. Keo），與黑面具對敵且拒絕與之聯手的黑幫老闆。德瑞克·威爾森飾演蒂姆·門羅（Det. Tim Munroe），蕾妮的搭檔警探。史蒂芬·威廉斯飾演派翠克·艾瑞克森（Capt. Patrick Erickson），蕾妮的警察局上司兼警監。馬修·威利格飾演快樂（Happy），一位臉上被小丑和哈莉紋上笑臉刺青的黑幫黨羽。寶珍娜·諾娃柯維克飾演埃莉卡·曼森（Erika Manson），一位被黑面具騷擾的夜店女顧客。保羅·拉薩（Paul Lasa）和夏琳·阿莫婭分別飾演佛朗科和瑪麗亞·柏帝內（Franco and Maria Bertinelli），海蓮娜的父母。羅伯特·卡崔尼（Robert Catrini）飾演史蒂芬諾·葛蘭迪（Stefano Galante），將柏帝內黑幫家族滅門的幕後老闆。
由傑瑞德·雷托飾演的小丑原本準備在電影中露面，但雷托因時間衝突無法參演，電影僅使用《自殺突擊隊》回放片段剪接、加上特效以及替身演員完成。另外，由傑·寇特尼飾演的迴旋鏢隊長在電影中以通緝令照片形式客串
。

## 製作

### 開發
2016年5月，在《自殺突擊隊》上映之前，華納兄弟已經宣佈將開發一部以哈莉·奎茵和DC漫畫中的其他女性角色（如芭芭拉·高登和猛禽小隊的成員）為主角的一部《自殺突擊隊》衍生電影。瑪格·羅比回歸飾演哈莉·奎茵，同時擔任製作人。同年11月，克莉絲汀·哈德森確認將撰寫本片的劇本。她表示將會在電影中重塑哈莉的形象，例如影片中將不會出現《自殺突擊隊》中哈莉的紋身。克莉絲汀·哈德森稱由於該角色難以預料的性情，她能夠充滿熱情地進行劇本創作。早在2015年，瑪格·羅比在給華納兄弟的提案中稱：「這是一部限制級女性幫派電影，主角包括哈莉·奎茵。因為『哈莉需要朋友。』哈莉喜歡社交，所以不需要為她拍一部個人電影。」瑪格·羅比認為電影的導演需要是一位女性。

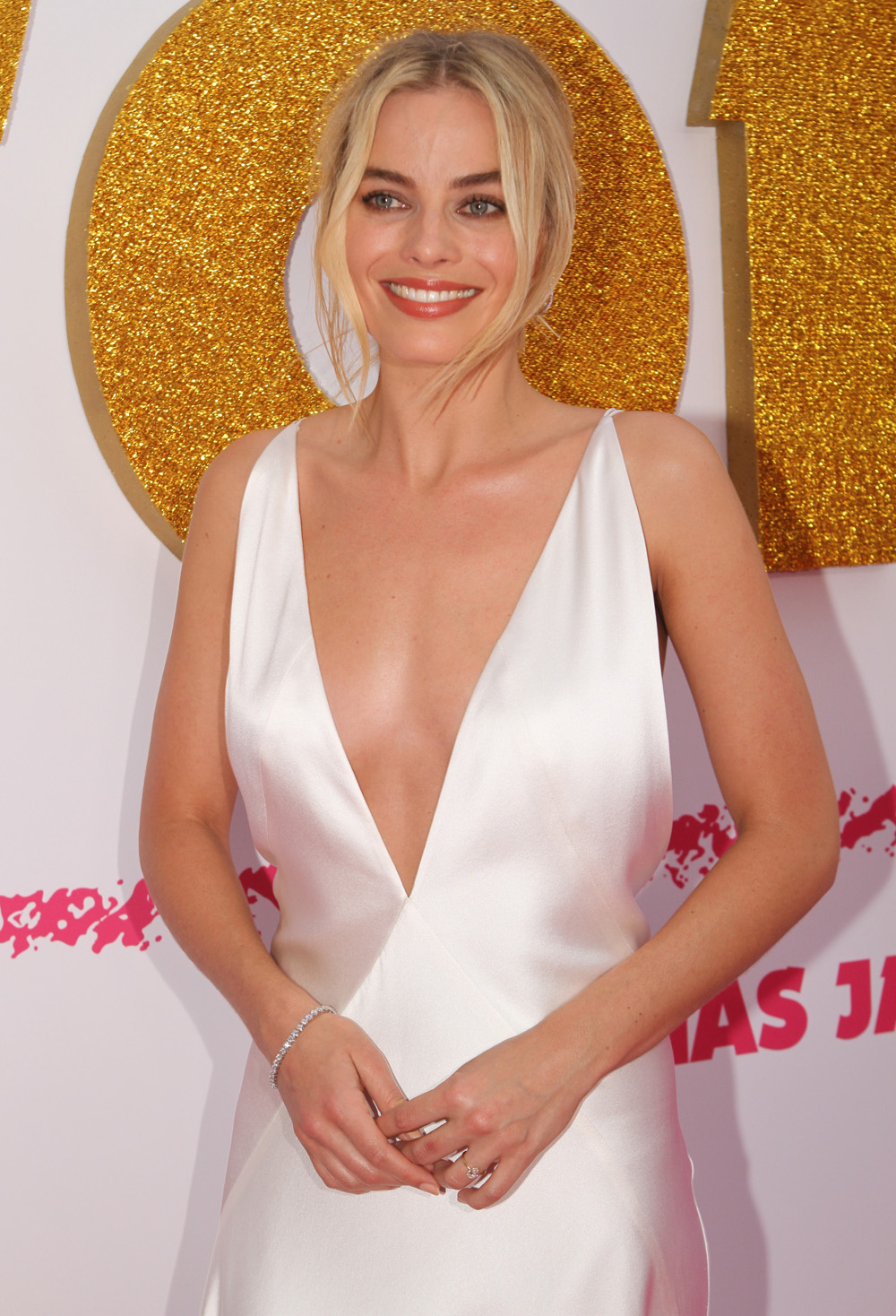
主演兼監製瑪格·羅比

華納兄弟和DC影業目前正在開發多部以哈莉·奎茵為主要角色的電影，《猛禽小隊》是瑪格·羅比唯一一部直接參與製作和開發過程的電影。羅比在這個項目上花了三年時間，直至將它交送給華納，後者認為該項目值得繼續開發。作為與華納簽訂協議的一部分，瑪格·羅比的影視製作公司LuckyChap娛樂亦將參與製作；另外，蘇·克羅和布萊恩·昂克里斯將出任製片人，兩人的影視製作公司Kroll & Co. Entertainment和Clubhouse Pictures將參與製作。2018年4月，華納兄弟與DC影業最終選定閻羽茜執導，閻羽茜因此成為第一位執導超級英雄電影的亞裔女導演。
項目計劃於2018年底或2019年初啟動製作。《猛禽小隊》是瑪格·羅比參演DC擴展宇宙的第二部電影，原定於2018年開始製作的重啟版《自殺突擊隊：集結》的拍攝計畫被延後。2018年4月底，製作組開發出兩個初步劇本，兩個版本的主角均包括哈莉·奎茵和芭芭拉·高登，被捨棄的劇本的主要反派設定為企鵝人，企鵝人將出現於未來推出的蝙蝠俠個人電影《蝙蝠俠》中，在DC擴展宇宙中首次登場。2018年5月，報道稱華納計劃於2019年1月正式啟動製作。6月，消息稱女獵手和黑金絲雀可能會出現在電影之中。

### 前期製作
2018年7月，電影開始前期製作。瑪格·羅比確認片名為《猛禽小隊》，表示這部影片「有別於」哈莉·奎茵出現過的其他DC影業電影，且預算相對較低於其他的超級英雄電影。她還透露哈莉·奎茵將身著新制服，並捉弄片中多位男性角色。同月，影片除了哈莉·奎茵以外的主要角色確定為女獵手、黑金絲雀、蕾妮·蒙托亞和卡珊德拉·該隱，以及一名尚未在以往的《蝙蝠俠系列電影》中出現過的反派角色。8月，影片開始選角，華納兄弟將多名女演員列為女獵手和黑金絲雀的扮演者人選。亞歷珊卓·達迪莉奧、朱迪·科默、布蕾克·萊芙莉和凡妮莎·寇比均有意出演。黑面具被確定選為影片的反派角色。當月下旬，華納兄弟透露將選擇一名混血女演員出演黑金絲雀。女演員賈奈爾·夢內、古古·瑪芭塔-勞以及朱妮·絲莫利特-貝爾均在考慮之列。
2018年9月，蘇菲亞·波提拉、瑪格麗特·庫利、瑪麗·伊莉莎白·文斯蒂德和克莉絲汀·米利歐提成為女獵手飾演者的主要人選。華納兄弟尋找一名12歲亞裔女演員出演卡珊德拉·該隱。月底，朱妮·絲莫利特-貝爾和瑪麗·伊莉莎白·文斯蒂德分別被選定出演黑金絲雀和女獵手。華納公佈《猛禽小隊》的首映日期定檔為2020年2月7日。伊旺·麥奎格和沙托·科普利成為反派黑面具飾演者的主要人選。10月，中美文娛產業峰會期間，導演閻羽茜確認了主要演員，並透露影片會製作成限制級。她表示：「劇本中有不少黑色幽默，引人入勝，同時涉及強大和相關聯的女性賦權主題。」同月，攝影師馬修·利巴提克加入製作組。蘿西·培瑞茲確認出演蕾妮·蒙托亞。
2018年11月，特技統籌喬納森·尤西比奧和武術統籌喬恩·瓦萊拉加入製作組。伊旺·麥奎格確認出演黑面具。艾拉·傑伊·巴斯科確認出演卡珊德拉·該隱。當月月底，瑪格·羅比透露影片全名為《猛禽小隊：小丑女大解放》，副標題為電影幽默和活潑的基調增色不少。12月，製作設計師K·K·巴雷特加入製作組。克里斯·梅希納確認出演維克多·薩斯。史蒂芬·威廉姆斯、德里克·威爾遜、戴納·李、弗朗索瓦·周、馬修·威利格和黃阿麗將參演影片。

### 拍攝
2019年1月14日，影片的主體拍攝於加利福尼亞州洛杉磯開機，拍攝時的暫定名稱為「Fox Force Five」。此外，影片還在亞特蘭大和喬治亞州薩凡納取景，預計2019年4月中旬完成拍攝。在主拍攝地點洛杉磯共計花費將近6300萬的預算，在殺青後獲得了加利福尼亞州的退稅。2019年2月，夏琳·阿莫婭加入劇組，出演「女獵手」海倫娜·柏內利的母親瑪麗亞·柏内利。影片於4月15日殺青。

### 後期製作
Method Studios、維塔數碼以及Luma Pictures負責影片的後期視覺特效製作。2019年8月，《好萊塢報道》稱查德·史塔赫斯基將擔當第二組導演兼特技演員，補拍部分鏡頭，並為影片重新設計動作。2019年9月3日，影片正式開啟補拍鏡頭的拍攝工作。重拍殺青之後，由傑伊·卡西迪和伊凡·希夫（Evan Schiff）負責後期影片剪輯。

## 音樂
2019年9月30日，丹尼爾·彭伯頓在個人推特上表示將為影片作曲。
2020年1月，華納宣佈影片的音樂原聲帶將於2020年2月7日同步發行。自2020年1月10日起至影片上映前，每週五將會釋出一首單曲。第一支宣傳歌曲《鑽石》由梅根·西·斯塔莉安和諾曼妮演唱，於1月10日發行，隨之發行的音樂錄影帶以哈莉·奎茵為主要角色。第二支宣傳歌曲《和你開玩笑》（Joke's On You）由夏洛特·勞倫斯演唱，於1月17日發行。此外，宣傳歌曲還包括美國饒舌女歌手Saweetie和Galxara的單曲《隨我一起搖擺》（Sway With Me），隨之發行的音樂錄影帶以卡珊德拉·該隱為主要角色。

## 宣傳與發行
《猛禽小隊》由華納兄弟發行，於2020年2月7日在美國首映，包括杜比影院和IMAX版本。影片於2020年2月6日在香港、台灣和新加坡上映，2020年3月20日在日本上映。

### 市場營銷
2019年1月28日，瑪格·羅比在其個人Instagram上公開了一支名為「See You Soon」先行預告短片，片中短髮的哈莉·奎茵身著五彩紙屑外套，呈現全新造型，主要演員朱妮·絲莫利特、瑪麗·伊莉莎白·文斯蒂德、蘿西·培瑞茲、艾拉·傑伊·巴斯科和伊旺·麥奎格均有出鏡。DC漫畫為推廣電影，計劃於2019年11月12日發行基於影片故事而重印的平裝合訂本漫畫。2019年4月2日，華納在拉斯維加斯電影博覽會上釋出一段先行宣傳影片，影片畫面以明亮的金色為主體，充滿霓虹燈光的斑斕色彩。導演閻羽茜表示：「《猛禽小隊》發生在沒有蝙蝠俠的高譚市，這裡更加惡鬥叢生……我可以直言不諱地說喜歡這部影片。」瑪格·羅比透露影片中哈莉·奎茵並不是猛禽小隊的初始成員。2019年8月，報道稱《猛禽小隊》的前導預告短片將於2019年9月6日發佈，這段時長40秒的短片將在華納製作發行的電影《牠：第二章》開場前的廣告時段於影院上映。2019年9月5日，前導預告短片在網路上釋出，片中哈莉·奎茵用錘子敲破象征電影《牠：第二章》中小丑的紅色氣球。
2019年9月30日，華納發佈多幅全新前導海報。10月1日，華納發佈第一隻正式預告片。12月5日，《猛禽小隊》主創人員參加CCXP巴西聖保羅漫展，並公佈多幅全新海報。2020年1月9日，華納釋出影片的第二支官方預告片。

### 評價
爛番茄根據436條評論，獲得79%的新鮮度，平均得分6.8／10，觀眾投票獲得78%的分數，平均得分為4／5。在Metacritic上，電影獲得60分。

### 票房
截止至2020年3月5日，《猛禽小隊：小丑女大解放》在北美收穫票房8040萬美元，全球票房累計達1.912億美元。《綜藝》雜誌分析稱這部電影若要實現盈利，最少需要獲得2.5至3億票房。
北美方面，電影上映前，報道稱《猛禽小隊：小丑女大解放》北美首週末開畫票房預計落在4900萬至5500萬美元之間，平均5200萬美元左右。但是影片在第一天僅收穫票房1300萬美元，其中包括週四晚間提前點映的400萬美元票房，首週末開畫票房最終以3300萬美元做收。這是自2010年影片《疤面鬼煞手》獲得530萬美元首週末開畫票房以來，DC漫畫改編電影的最低票房，比2016年影片《自殺突擊隊》的1.334億美元首週末開畫票房少了75%。《Deadline Hollywood》分析，票房低迷與以哈莉·奎茵為絕對主角的獨立電影缺乏足夠的吸引力有關，同時作為一部限制級電影限制了觀眾群。2020年2月10日，AMC、Cinemark等影院網站上將電影片名更改為《哈莉·奎茵：猛禽小隊》（Harley Quinn: Birds of Prey）。據《Screen Rant》報道，這一改動經過華納授意。但是《TheWrap》在稍後的報道中稱「華納兄弟內部的知情人士」否認改動出自華納的決定。並援引Atom Tickets的編輯主管艾麗莎·格勞索（Alisha Grauso）的說法：「改動是為了網站上的顯示和搜索方便，並不是正式更換片名」。影片第二週票房下跌48%，收穫1700萬美元，低於新上映影片《音速小子》。第三週票房繼續下跌59%，收穫700萬美元。
台灣方面，首日票房為新台幣1225萬元；首週四天票房為新台幣4725萬元；次週票房累計至新台幣8795萬元；第三週票房累計至新台幣1.03億元；第四週票房累計至新台幣1.09億元。
| 上一届： 《絕地戰警FOR LIFE》 | 2020年美國週末票房冠軍 第6週   | 下一届： 《音速小子》 |
| 上一届： 《1917》             | 2020年台北週末票房冠軍 第6-7週 | 下一届： 《音速小子》 |
| 上一届： 《乜代宗師》         | 2020年香港一週票房冠軍 第6週   | 下一届： 《謎·離島》  |

## 未來計劃
瑪格·羅比在2021年電影《自殺突擊隊：集結》中回歸出演哈莉·奎茵。2020年4月，導演閻羽茜表示有意製作探索哈莉·奎茵和毒藤女之間關係的續集電影。2021年2月，瑪格·羅比與2021年電影《自殺突擊隊：集結》導演詹姆斯·岡恩討論製作以哈莉·奎茵為主要角色的新電影。2021年8月，報道稱華納正在開發以「黑金絲雀」黛娜·蘭斯為主角的影片，朱妮·絲莫利特-貝爾回歸出演標題角色「黑金絲雀」黛娜·蘭斯，米莎·葛林執筆劇本，影片定於HBO Max上映。

## 備註
1. 1 2  依照DC擴展宇宙影片上映次序。
2. 1 2  依照DC擴展宇宙中哈莉·奎茵以主要角色現身的影片上映次序。
3. ↑  雖然2016年的《蝙蝠俠對超人：正義曙光》导演剪辑版影碟亦被評定為限制級，但院線上映版卻為PG-13。
4. ↑  名字取自布魯斯·韋恩。
5. ↑  在原作中，卡珊德拉·該隱身為大衛·該隱與西瓦女士的女兒。

## 資料來源
1. 1 2 3  . Box Office Mojo.   [2020-03-06]. （原始内容存档于2020-03-10） （美国英语）.
2. . DCFilms. 2019-09-18  [2019-09-18] （中文（中国大陆））.
3. . Warner Bros. Pictures. 2019-09-18  [2019-09-18] （中文（香港））.
4. . 華納兄弟台灣粉絲俱樂部. 2019-04-15  [2019-04-20]. （原始内容存档于2019-04-20） （中文（臺灣））.
5. 1 2 3  Anderton, Ethan. . /Film. 2020-02-10  [2020-02-10]. （原始内容存档于2020-02-11） （美国英语）.
6. 1 2  Aquilina, Tyler. . Entertainment Weekly. 2020-02-10  [2020-02-10]. （原始内容存档于2020-02-11） （美国英语）.
7. 1 2  Kit, Borys. . The Hollywood Reporter. 2016-05-16  [2018-06-17]. （原始内容存档于2016-05-17） （美国英语）.
8. 1 2 3  Kroll, Justin. . Variety. 2018-09-26  [2018-09-26]. （原始内容存档于2018-09-26） （美国英语）.
9. 1 2  McMillan, Graeme. . The Hollywood Reporter. 2018-09-26  [2018-09-26]. （原始内容存档于2018-09-27）.
10. ↑  D'Alessandro, Anthony. . Deadline. 2018-09-26  [2018-09-26]. （原始内容存档于2018-09-27） （美国英语）.
11. 1 2 3  Gonzalez, Umberto. . The Wrap. 2018-07-16  [2018-07-19]. （原始内容存档于2018-08-16） （美国英语）.
12. 1 2  Gonzalez, Umberto. . The Wrap. 2018-10-03  [2018-10-03]. （原始内容存档于2018-10-04） （美国英语）.
13. 1 2 3 4  D'Alessandro, Anthony; D'Alessandro, Anthony. . Deadline. 2018-12-11  [2018-12-11]. （原始内容存档于2018-12-12） （美国英语）.
14. 1 2  Kroll, Justin. . Variety. 2018-11-14  [2018-11-15]. （原始内容存档于2018-11-19） （美国英语）.
15. ↑  Drum, Nicole. . ComicBook.com. 2018-08-06  [2018-12-06]. （原始内容存档于2018-11-22） （美国英语）.
16. 1 2  Gonzalez, Umberto. . The Wrap. 2018-11-01  [2018-11-01]. （原始内容存档于2018-11-01） （美国英语）.
17. ↑  McMillan, Graeme. . The Hollywood Reporter. 2018-11-01  [2018-11-01]. （原始内容存档于2018-11-01） （美国英语）.
18. 1 2  Anderton, Joe. . Digital Spy. 2019-10-01  [2019-10-02]. （原始内容存档于2019-10-01） （美国英语）.
19. 1 2  White, Peter. . 2019-02-14  [2019-02-27]. （原始内容存档于2019-02-15） （美国英语）.
20. ↑  Peris, Sebastian. . Heroic Hollywood. 2019-01-17  [2019-01-18]. （原始内容存档于2019-01-19） （美国英语）.
21. 1 2  . TheWrap. 2018-12-11  [2018-12-11]. （原始内容存档于2018-12-12） （美国英语）.
22. ↑  . 2020-02-07  [2020-03-28]. （原始内容存档于2020-02-08）.
23. ↑  Davis, Brandon. . ComicBook.com. 2020-02-07  [2020-03-28]. （原始内容存档于2020-02-08）.
24. ↑  McMillan, Graeme. . The Hollywood Reporter. 2016-05-16  [2018-06-25]. （原始内容存档于2018-06-15） （美国英语）.
25. ↑  Gonzalez, Umberto. . TheWrap. 2016-11-11  [2017-12-16]. （原始内容存档于2017-12-20） （美国英语）.
26. ↑  Hough, Q.V. . Screen Rant. 2019-01-03  [2019-01-04]. （原始内容存档于2019-01-04） （美国英语）.
27. ↑  Sippell, Margeaux. . Variety. 2019-01-02  [2019-01-04]. （原始内容存档于2019-01-04） （美国英语）.
28. ↑  Foutch, Haleigh. . Collider. 2018-05-08  [2018-06-16]. （原始内容存档于2018-06-11） （美国英语）.
29. 1 2  Foutch, Haleigh. . Collider. 2018-05-08  [2018-06-16]. （原始内容存档于2018-06-11） （美国英语）.
30. ↑  Fleming Jr, Mike. . Deadline Hollywood. 2018-04-17  [2018-04-17]. （原始内容存档于2018-04-17） （美国英语）.
31. ↑  . Variety. 2018-04-17  [2018-06-16]. （原始内容存档于2018-06-15） （美国英语）.
32. ↑  Peris, Sebastian. . HeroicHollywood. 2018-04-17  [2018-06-26] （美国英语）.[永久]
33. ↑  Mistroff, Michael. . HeroicHollywood. 2018-04-18  [2018-06-16] （美国英语）.[永久]
34. ↑  Peris, Sebastian. . HeroicHollywood. 2018-05-30  [2018-06-16] （美国英语）.[永久]
35. ↑  Hughes, Mark. . Forbes. 2019-01-17  [2019-01-17]. （原始内容存档于2019-01-17） （美国英语）.
36. ↑  Brail, Nate. . HeroicHollywood. 2018-05-14  [2018-05-14]. （原始内容存档于2018-05-14） （美国英语）.
37. ↑  Marc, Christopher. . OmegaUnderground. 2018-06-01  [2018-06-17]. （原始内容存档于2018-06-14） （美国英语）.
38. ↑  Patten, Dominic. . The Hollywood Reporter. 2017-07-23  [2018-08-09]. （原始内容存档于2018-08-10） （美国英语）.
39. ↑  Cooper, Freda. . FlickeringMyth. 2018-07-06  [2018-07-06]. （原始内容存档于2018-07-31） （美国英语）.
40. ↑  Collinson, Garry. . FlickeringMyth. 2018-07-07  [2018-07-08]. （原始内容存档于2018-07-07） （美国英语）.
41. ↑  Flint, Hanna. . Yahoo! Movies. 2018-07-06  [2018-07-06]. （原始内容存档于2018-07-06） （美国英语）.
42. ↑  Marc, Christopher. . Geeks Worldwide. 2018-08-25  [2018-09-08]. （原始内容存档于2018-10-02） （美国英语）.
43. ↑  Christopher, Marc. . Geeks Worlwide. 2018-08-03  [2018-08-03]. （原始内容存档于2018-08-26） （美国英语）.
44. ↑  Collinson, Gary. . Flickering Myth. 2018-08-04  [2018-08-26]. （原始内容存档于2018-08-05） （美国英语）.
45. ↑  Gonzalez, Umberto. . The Wrap. 2018-08-06  [2018-08-06]. （原始内容存档于2018-08-07） （美国英语）.
46. ↑  Mistroff, Michael. . HeroicHollywood. 2018-08-11  [2018-08-26] （美国英语）.[永久]
47. 1 2  D'Alessandro, Anthony. . Deadline Hollywood. 2018-09-20  [2018-09-20]. （原始内容存档于2018-09-21） （美国英语）.
48. ↑  Kit, Borys. . The Hollywood Reporter. 2018-09-20  [2018-09-20]. （原始内容存档于2018-09-21） （美国英语）.
49. 1 2  Kroll, Justin. . Variety. 2017-09-24  [2018-09-24]. （原始内容存档于2018-09-24） （美国英语）.
50. ↑  Marc, Christopher. . Geeks Worldwide. 2018-09-26  [2018-10-31]. （原始内容存档于2018-12-01） （美国英语）.
51. ↑  D'Alessandro, Anthony. . Variety. 2018-10-30  [2018-10-31]. （原始内容存档于2018-10-31） （美国英语）.
52. ↑  Marc, Christopher. . thegww.com. 2018-10-25  [2018-10-25]. （原始内容存档于2018-10-26） （美国英语）.
53. ↑  Marc, Christopher. . HNEntertainment.co. 2018-11-18  [2018-11-18]. （原始内容存档于2018-12-01） （美国英语）.
54. ↑  Couch, Aaron. . TheHollywoodReporter. 2018-11-20  [2018-11-20]. （原始内容存档于2018-11-20） （美国英语）.
55. ↑  Poddig, Carolyn. . SuperHeroHype. 2018-12-04  [2018-12-05]. （原始内容存档于2018-12-05） （美国英语）.
56. ↑  Marc, Christopher. . HNEntertainment.co. 2018-12-01  [2018-12-01]. （原始内容存档于2018-12-01） （美国英语）.
57. ↑  Dumaraog, Ana. . Screen Rant. 2019-01-15  [2019-01-15]. （原始内容存档于2019-01-15） （美国英语）.
58. ↑  Marc, Christopher. . Geeks Worldwide. 2018-07-23  [2018-09-15]. （原始内容存档于2018-09-15） （美国英语）.
59. ↑  Prasad, R.A Karthik. . PursueNews. 2018-09-20  [2018-09-20]. （原始内容存档于2018-10-02） （美国英语）.
60. ↑  Marc, Christopher. . Geeks Worldwide. 2018-07-06  [2018-09-20]. （原始内容存档于2018-10-02） （美国英语）.
61. ↑  Marc, Christopher. . HNEntertainment. 2018-12-31  [2018-12-31]. （原始内容存档于2019-01-15） （美国英语）.
62. ↑  Kilday, Gregg. . The Hollywood Reporter. 2018-07-23  [2019-09-06]. （原始内容存档于2019-05-07） （美国英语）. 参数|magazine=与模板{{cite web}}不匹配（建议改用{{cite magazine}}或|website=） (帮助)
63. ↑  Dela Paz, Maggie. . ComingSoon.net. 2019-04-15  [2019-04-15]. （原始内容存档于2019-04-16） （美国英语）.
64. ↑  .   [2019-05-11]. （原始内容存档于2019-05-11） （美国英语）.
65. ↑  .   [2019-07-16]. （原始内容存档于2019-10-13） （美国英语）.
66. ↑  Kit, Borys. . The Hollywood Reporter. 2019-08-16  [2019-08-16]. （原始内容存档于2021-04-15） （美国英语）. 参数|magazine=与模板{{cite web}}不匹配（建议改用{{cite magazine}}或|website=） (帮助)
67. ↑  Newby, Richard. . The Hollywood Reporter. 2019-08-19  [2019-09-06]. （原始内容存档于2021-04-17） （美国英语）. 参数|magazine=与模板{{cite web}}不匹配（建议改用{{cite magazine}}或|website=） (帮助)
68. ↑  Anderson, Jenna. . ComicBook.com. 2019-09-03  [2019-09-04]. （原始内容存档于2019-09-19） （美国英语）.
69. ↑  FISHER, JACOB. . discussingfilm.net. 2019-09-06  [2019-09-09]. （原始内容存档于2019-12-20） （美国英语）.
70. ↑  ANDERSON, JENNA. . comicbook.com. 2019-10-01  [2019-09-30]. （原始内容存档于2019-10-01） （美国英语）.
71. ↑  . altpress.com. 2020-01-10  [2020-01-16]. （原始内容存档于2020-01-11） （美国英语）.
72. ↑  Mier, Tomás. . People. 2020-01-10  [2020-01-10]. （原始内容存档于2020-01-11） （美国英语）.
73. ↑  . twitter.com.   [2020-01-16]. （原始内容存档于2020-12-27） （美国英语）.
74. ↑  . twitter.com.   [2020-01-16]. （原始内容存档于2020-12-27） （美国英语）.
75. ↑  . qooza.hk. 2020-01-12  [2020-01-17]. （原始内容存档于2021-01-15） （中文（香港））.
76. ↑  . yahoo. 2020-01-10  [2020-01-17]. （原始内容存档于2020-08-09） （中文（臺灣））.
77. ↑  . shaw.sg.   [2020-01-17] （中文（新加坡））.[]
78. ↑  . ign.com. 2020-01-10  [2020-01-17] （日语）.
79. ↑  Jordan, Moreau. . Variety. 2019-01-28  [2019-01-29]. （原始内容存档于2019-01-28） （美国英语）.
80. ↑  Mccluskey, Megan. . Time. 2019-01-28  [2019-01-29]. （原始内容存档于2019-01-28） （美国英语）.
81. ↑  Johnston, Rich. . Bleeding Cool. 2019-03-09  [2019-03-11]. （原始内容存档于2020-12-27） （美国英语）.
82. ↑  /Film Staff. . /Film. 2019-04-02  [2019-04-03]. （原始内容存档于2019-04-03） （美国英语）.
83. ↑  D'Alessandro, Anthony; Tartaglione, Nancy. . Deadline. 2019-04-02  [2019-04-03]. （原始内容存档于2019-04-03） （美国英语）.
84. ↑  @ErikDavis.  (推文). 2019-04-03  [2019-04-03] –Twitter （美国英语）.
85. ↑  Anderson, Jenna. . Comicbook.com. 2019-04-02  [2019-04-03]. （原始内容存档于2019-04-03） （美国英语）.
86. ↑  SCHAEFER, SANDY. . Screen Rant. 2019-08-29  [2019-08-31]. （原始内容存档于2019-09-13） （美国英语）.
87. ↑  RIDGELY, CHARLIE. . comicbook.com. 2019-08-29  [2019-08-31]. （原始内容存档于2019-10-04） （美国英语）.
88. ↑  KEANE, SEAN. . cnet.com. 2019-09-05  [2019-09-06]. （原始内容存档于2020-11-23） （美国英语）.
89. ↑  FOUTCH, HALEIGH. . Collider.com. 2019-09-30  [2019-10-02]. （原始内容存档于2019-10-02） （美国英语）.
90. ↑  Sollosi, Mary. . ew.com. 2019-12-05  [2020-01-17]. （原始内容存档于2019-12-14） （美国英语）.
91. ↑  Freeman, Molly. . ScreenRant. 2020-01-09  [2020-01-17]. （原始内容存档于2020-01-10） （美国英语）.
92. ↑  . Rotten Tomatoes.   [2020-02-05]. （原始内容存档于2020-03-24）.
93. ↑  . Metacritic.   [2020-02-05]. （原始内容存档于2020-02-08）.
94. ↑  . The Numbers.   [2020-03-06]. （原始内容存档于2020-03-08） （美国英语）.
95. ↑  Rubin, Rebecca. . Variety. 2020-02-10  [2020-02-10]. （原始内容存档于2020-02-10） （美国英语）.
96. ↑  D'Alessandro, Anthony. . Deadline Hollywood. 2020-01-16  [2020-01-16]. （原始内容存档于2021-04-04） （美国英语）.
97. ↑  Anthony D'Alessandro; Nancy Tartaglione. . Deadline Hollywood. 2020-02-04  [2020-02-04]. （原始内容存档于2020-02-07） （美国英语）.
98. ↑  D'Alessandro, Anthony. . Deadline Hollywood. 2020-02-09  [2020-02-09]. （原始内容存档于2020-02-08） （美国英语）.
99. ↑  Hood, Cooper. . Screen Rant. 2020-02-10  [2020-02-10]. （原始内容存档于2020-02-11） （美国英语）.
100. ↑  Gonzalez, Umberto. . TheWrap. The Wrap News Inc. 2020-02-12  [2020-02-12]. （原始内容存档于2020-02-12） （美国英语）.
101. ↑  D'Alessandro, Anthony. . Deadline Hollywood. 2020-02-16  [2020-02-16]. （原始内容存档于2020-02-15） （美国英语）.
102. ↑  D'Alessandro, Anthony. . Deadline Hollywood. 2020-02-23  [2020-02-23]. （原始内容存档于2020-02-22） （美国英语）.
103. ↑  Mendelson, Scott. . Forbes. 2020-02-23  [2020-02-24]. （原始内容存档于2020-02-24） （美国英语）.
104. 1 2  許世穎. . 自由時報. 2020-02-10  [2020-02-20]. （原始内容存档于2021-01-14）.
105. ↑  許世穎. . 自由時報. 2020-02-17  [2020-02-20]. （原始内容存档于2021-01-27）.
106. 1 2   (PDF). 國家電影中心. 2020-02-27  [2020-02-27]. （原始内容存档 (PDF)于2020-06-25）.
107. ↑   (PDF). 國家電影中心. 2020-03-05  [2020-03-05]. （原始内容存档 (PDF)于2020-06-28）.
108. ↑  Fitzpatrick, Kevin. . Vanity Fair.   [2020-06-22]. （原始内容存档于2020-12-27） （美国英语）.
109. ↑  Kit, Borys. . The Hollywood Reporter. 2016-12-13  [2021-02-23]. （原始内容存档于2018-10-03） （美国英语）.
110. ↑  Verhoeven, Beatrice. . TheWrap. 2020-02-06  [2020-04-04]. （原始内容存档于2020-04-06） （美国英语）.
111. ↑  Verhoeven, Beatrice. . TheWrap. 2020-04-01  [2020-04-04]. （原始内容存档于2020-04-05） （美国英语）.
112. ↑  Mahadevan, Tara. . Complex Networks. 2021-02-23  [2021-02-23]. （原始内容存档于2021-04-30） （美国英语）.
113. ↑  Maison, Jordan. . IGN. 2021-08-20  [2021-08-20]. （原始内容存档于2021-12-01） （美国英语）.

## 外部連結
- 互联网电影数据库（IMDb）上《猛禽小隊：小丑女大解放》的资料（英文）
- Box Office Mojo上《猛禽小隊：小丑女大解放》的資料（英文）
- 爛番茄上《猛禽小隊：小丑女大解放》的資料（英文）
- Metacritic上《猛禽小隊：小丑女大解放》的資料（英文）
- AllMovie上《猛禽小隊：小丑女大解放》的资料（英文）
- 開眼電影網上《猛禽小隊：小丑女大解放》的資料（繁體中文）
- 豆瓣电影上《猛禽小隊：小丑女大解放》的資料 （简体中文）
- 时光网上《猛禽小隊：小丑女大解放》的資料（简体中文）